# Rubén Plaza (Radsportler)
Rubén Plaza Molina (* 29. Februar 1980 in Ibi) ist ein ehemaliger spanischer Radrennfahrer.

## Sportliche Karriere
1997 wurde Rubén Plaza spanischer Junioren-Meister im Straßenrennen, im Jahr darauf errang er den Junioren-Titel im Einzelzeitfahren.
Plaza erhielt 2001 bei iBanesto.com seinen ersten Vertrag bei einem internationalen Radsportteam. 2003 wurde er spanischer Meister im Straßenrennen, 2005 gewann er die Aragon-Rundfahrt. Bei der Vuelta a España 2005 gewann er bei starkem Rückenwind das letzte Zeitfahren mit der  Durchschnittsgeschwindigkeit von 56,2 km/h, was die schnellste jemals bei einem Zeitfahren (außer Prologen) der „Grand Tours“ gefahrene Geschwindigkeit war und belegte in der Gesamtwertung Platz sechs.
Ab 2006 wurde gegen Plaza im Zuge des Dopingskandal Fuentes ermittelt, in dessen Folge sein damaliges Team Comunidad Valenciana aufgelöst wurde. Allerdings wurde gegen ihn keine Sperre verhängt, und die Ermittlungen der spanischen Justiz wurden eingestellt.
In den folgenden Jahren gelangen Rubén Plaza mehrere Etappenerfolge sowie Siege bei der Clásica a los Puertos, die Vuelta a La Rioja und die Valencia-Rundfahrt 2008. 2009 wurde er ein weiteres Mal nationaler Straßenmeister, 2013 gewann er die Vuelta a Castilla y León. 2015 entschied er jeweils eine Etappe der Tour de France sowie der Vuelta a España für sich. Seine letzten internationalen Siege waren die Gesamtwertung und eine Etappe der Vuelta a Castilla y León.
Mit Ablauf der Saison 2019 beendete Plaza seine Karriere als Aktiver.

## Erfolge
1997
- Spanischer Junioren-Meister – Straßenrennen

1998
- Spanischer Junioren-Meister – Einzelzeitfahren

2000
- Clásica Memorial Txuma

2003
- eine Etappe Regio-Tour
- Spanischer Meister – Straßenrennen

2004
- eine Etappe Grande Prémio Internacional de Torres Vedras

2005
- GP Internacional Costa Azul
- Aragon-Rundfahrt
- eine Etappe Vuelta a España

2006
- eine Etappe Asturien-Rundfahrt
- eine Etappe Grande Prémio Internacional de Torres Vedras
- Clásica a los Puertos

2007
- Vuelta a La Rioja

2008
- Valencia-Rundfahrt
- eine Etappe Vuelta a Madrid
- eine Etappe Volta a Portugal

2009
- eine Etappe Murcia-Rundfahrt
- eine Etappe Circuit de Lorraine
- GP CTT Correios de Portugal
- Spanischer Meister – Straßenrennen

2013
- Gesamtwertung und eine Etappe Vuelta a Castilla y León

2015
- eine Etappe Tour de France
- eine Etappe Vuelta a España

2018
- Gesamtwertung und eine Etappe Vuelta a Castilla y León

## Grand-Tour-Platzierungen
| Grand Tour            | 2004 | 2005 | 2006 | 2007 | 2008 | 2009 | 2010 | 2011 | 2012 | 2013 | 2014 | 2015 | 2016 | 2017 | 2018 | 2019 |
| --------------------- | ---- | ---- | ---- | ---- | ---- | ---- | ---- | ---- | ---- | ---- | ---- | ---- | ---- | ---- | ---- | ---- |
| Giro d’ItaliaGiro     | –    | –    | –    | –    | –    | –    | –    | –    | –    | –    | –    | –    | 56   | –    | 47   | 71   |
| Tour de FranceTour    | –    | –    | –    | –    | –    | –    | 12   | –    | 101  | 47   | 91   | 30   | 72   | –    | –    | –    |
| Vuelta a EspañaVuelta | DNF  | 6    | –    | –    | –    | –    | 16   | –    | –    | –    | –    | 45   | –    | –    | –    | –    |

## Teams
- 2001–2003 iBanesto.com
- 2004–2006 Comunidad Valenciana
- 2007 Caisse d’Epargne
- 2008 Benfica Lissabon
- 2009 Liberty Seguros Continental
- 2010 Caisse d’Epargne
- 2011 Movistar
- 2012 Movistar
- 2013 Movistar
- 2014 Movistar Team
- 2015 Lampre-Merida
- 2016 Orica GreenEdge
- 2017 Orica-Scott
- 2018 Israel Cycling Academy
- 2019 Israel Cycling Academy